# Mudi
Mudi (anglicky: mudi) je málo známé středně velké plemeno pocházející z Maďarska, poměrně nové. Je to všestranné plemeno pro různá využití, od ovčáckých prací, po canisterapii až po záchranařinu.

## Historie
Plemeno mudi bylo vyšlechtěno v Maďarsku v 19. století křížením puliho, maďarského honáckého ovčáka a pumiho, podle standardu nejspíše i německých honáckých psů. V Maďarsku ho po vyšlechtění začali využívat k nahánění nejen ovcí, ale i prasat, krav a jiných zvířat. Dnes už se ke svému původnímu účelu skoro vůbec nepoužívá. V roce 1936 byl poprvé vytvořen standard tohoto plemene, který se velice podobá tomu současnému. Vůbec nebyl využíván k loveckým účelům, proto nemá žádné lovecké pudy.
V roce 2014 České republice se již vyskytuje občasně, ale stále zde není moc častý ani oblíbený. Největší oblíbenosti se těší v zemi svého původu, Maďarsku, a v USA.

## Vzhled
Je jemné a velmi lehké konstrukce. Má středně dlouhou, na dotek velmi hebkou srst, která dobře izoluje proti vodě i zimě, proto se hodí do každého počasí. Srst na krku vytváří límec a nejčastěji je černá nebo popelavá, krom toho se ale vyskytuje i hnědá, žlutá nebo čistě bílá.
Nejnápadnější částí těla mudiho je bezpochyby jeho hlava. Celkově vytváří dojem pozorného, energického a veselého psa, beze stopy bázlivosti nebo agresivity. Hlava je klínovitá, zužující se směrem k čenichu. Stop je málo vyjádřený, skoro nezřetelný. Uši jsou vztyčené, natočené dopředu a velké. Vysoko nasazena a ve tvaru V. V období dospívání se přes uši toto plemeno nesmí hladit, protože v dospělosti by byly jen polovztyčené.
Krk je středně dlouhý, dobře osvalený, málo klenutý a bez laloku. Zimní srst na něm může vytvářet límec, letní většinou ne.
Hřbet je dlouhý, rovný a spíše široký.
Ocas je dlouhý, nasazený středně vysoko. V klidu svěšený pod linii hřbetu, ale ne mezi nohy. V pohybu nebo akci je ocas nesený šavlovitě, nad úrovní hřbetní linie. Kupírování ocasu je nežádoucí, ale není považováno za vadu. U kupírovaného ocasu musí být viditelně ponechány dva nebo tři ocasní obratle. Psi narození bez ocasu nebo s pahýlovitým ocasem jsou vzácní, ale není to považováno za vadu. Ocas je bohatě osrstěný, srst na jeho spodní části může být až 10 až 12 cm dlouhá.
Nohy jsou, dlouhé, dobře osvalené a připravené na dlouhé běhy. Tlapky jsou kulaté.
Váha je od 8 do 13 kg. Výška v kohoutku je okolo 40 cm

## Povaha
Mudi je velmi učenlivý, živý, odvážný, ostražitý a velmi pracovitý. Má rád hry a svého pána, celou rodinu nade vše miluje a ve většině případů je na nich zcela závislý. Samotu snáší těžko a nejlépe mu je právě ve společnosti své rodiny, o kterou se nerad dělí s jinými zvířaty. S dětmi vychází velmi dobře – toleruje je a rád si s nimi bude hrát. Pokud jsou děti na hry moc malé, nedovolte mu to. I ty starší obeznamte s tím, co mohou a co ne. Může být trochu cholerický, ale bez známek agresivity či nervozity. Je vhodný i pro začínající psovody a chovatele.

## Péče
Srst mudiho nepotřebuje krom občasného pročesávání žádnou speciální péči. Časté koupání šamponem ji může poškodit a to tak, že by srst ztratila svoji přirozenou mastnotu s to by způsobilo problémy s kůží. Stříhání ani trimování není nutné.
Potřebuje hodně pohybu – jako pravý ovčácký pes. Baví ho různé psí sporty, jako je agility, ale i běh u kola a plavání ve vodě. Pohyb vyžaduje a není vhodný pro majitele, který mu jej neposkytne, to by mohlo způsobit agresivitu či nervozitu, která je u tohoto plemene vyřazující a považována za vadu – takový pes je psychicky nevyrovnaný.

## Pohyb
Jedná se o velmi aktivní plemeno, kterému rozhodně nebude krátká procházka stačit. Potřebuje se vyběhat a také zaměstnat hlavu. Takže je nutné ho unavit nejen fyzicky, ale i psychicky. 
Je to ideální parťák na túry a výlety, takovou delší procházkou po horách mu uděláte velkou radost. Jinak je to skvělý společník na běhání, takže se můžete v kondici udržovat společně. 
Díky inteligenci a vůli pracovat se hodí na mnoho kynologických aktivit. Kromě pasení bude vynikat v agility, kde si Aneta Obrusníková se svoji fenou Mudi připsala titul mistra světa ve velikostní kategorii Medium. Plemeno Mudi vyniká taky v dog dancingu, frisbee nebo se můžete věnovat dog canicrossu či dogtrekkingu. Jeho uplatnění je velmi rozsáhlé. Osvědčil se také jako záchranář nebo pracovní pes při vyhledávání např. drog. 